# William Pound
William Pound (gestorven circa 1418) uit Kingston upon Hull, Yorkshire, was een Engels politicus. Pound was de zoon en erfgenaam van het parlementslid Adam Pound.

## Carrière
Pound was burgemeester van Kingston upon Hull van 1395-1398 en parlementslid voor het kiesdistrict Kingston upon Hull in 1388 en 1389.